# 都党乡
都党乡，是中华人民共和国河北省邯郸市磁县下辖的一个乡镇级行政单位。

## 行政区划
都党乡下辖以下地区：
南莲花村、北莲花村、中莲花村、三合村、辛庄村、石场村、冶子村、台子寨村、同义村、辛四庄村、双合村和辛五庄村。